# 東港 (緬因州)
東港（英語：Eastport）是美國緬因州華盛頓縣的一個城市，位於穆斯島東南岸，隔海與加拿大紐賓士域相望，是美國最東的城市。2023年人口1,284人，人口密度為353人/平方英里。
1798年2月24日建鎮。1893年3月18日設市。